# Nutcracker Fantasy
Pour plus de détails, voir Fiche technique et Distribution.
Nutcracker Fantasy (くるみ割り人形, Kurumiwari Ningyō, litt. « Le Casse-noisette ») est un film de Noël japonais d'animation musical de fantasy réalisé par Takeo Nakamura, sorti en 1979.

## Synopsis
Ce film reprend l'histoire du conte d'E.T.A. Hoffmann, Casse-Noisette et le Roi des souris. Il a été réalisé en deux versions, une en japonais et une en anglais.

## Fiche technique
- Titre : Nutcracker Fantasy
- Titre original : くるみ割り人形
- Réalisation : Takeo Nakamura
- Scénario : Eugene A. Fournier, Thomas Joachim, d'après E.T.A. Hoffmann
- Production : Walt DeFaria, Mark L. Rosen
- Musique : Piotr Ilitch Tchaïkovski
- Photographie : Fumio Otani, Aguri Sugita, Ryoji Takamori
- Montage : Nobuo Ogawa
- Direction artistique : Masaya Kaburagi, Hiroshi Yamashita
- Pays d'origine : Japon
- Langue : japonais/anglais
- Genre : animation/fantasy/musical
- Durée : 82 minutes
- Dates de sortie : 3 mars 1979  Japon
 6 juillet 1979  États-Unis

## Distribution

### Voix anglaises
- Michele Lee: Narratrice
- Melissa Gilbert : Clara
- Lurene Tuttle : Tante Gerda
- Christopher Lee : Oncle Drosselmeyer, Marionnettiste, Chanteur de rue, Horloger
- Jo Anne Worley : Reine Morphée
- Ken Sansom : Chamberlain
- Dick Van Patten : Roi Goodwin
- Roddy McDowall : Franz, Fritz
- Eva Gabor : La Reine du Temps
- Jack Angel : Sage chinois

## Distinctions
- Nomination au Saturn Award du meilleur film fantastique 1980
- Young Artist Award du meilleur film familial - Comédie ou Musical